# Bromdifluorklormetan
Bromdifluorklormetan, även känd under namn som Halon 1211, BCF, Halon 1211 BCF eller Freon 12B1 är en haloalkan med formeln CBrClF2.
Bromerade haloalkaner användes först under andra världskriget som brandsläckare i flygplan och stridsvagnar. Bromdifluorklormetan introducerades som ett effektivt brandsläckningsmedium på 70-talet för att skydda värdefulla föremål i till exempel museer, datorhallar och telefonväxlar. Det användes även inom skeppsindustrin som släckare i motorrum. Fördelen är att det är mindre giftigt än koltetraklorid samt att det genom sina kovalenta bindningar inte ger upphov till joner som kan skada elektronisk utrustning.
Tillverkning av bromdifluorklormetan och liknande klorfluorkarboner är förbjuden i de flesta länder sedan 1 januari 1994 som en del i Montrealprotokollet.